# 栄村忠広
栄村 忠広（さかえむら ただひろ、1961年9月10日 - ）は、鹿児島県枕崎市出身の元プロ野球選手（外野手）。

## 来歴・人物
鹿児島実業高では2年生の時、同期のエース鹿島忠を擁し、二塁手として1978年夏の甲子園に出場するが、1回戦で静岡高に3-4で惜敗。1年上のチームメートに定岡徹久がいた。3番を打つも最後の打者となり（二飛）4番定岡徹久に回せなかった。翌1979年夏の甲子園にも連続出場、1回戦で相可高に2-4で敗退した。
高校卒業後は、軟式の日本専売公社鹿児島に進み、1982年オフに入団テストを経てドラフト外で読売ジャイアンツに内野手として入団。当初右打であったが、俊足を生かすためにスイッチヒッターへの転向を経て左打になった。1987年にイースタン・リーグで27盗塁を記録し、盗塁王のタイトルを獲得。
1988年には初めて一軍に昇格。開幕第2戦目となる4月9日の対ヤクルトスワローズ戦の8回裏に吉村禎章の代走としてプロ初出場を果たすとプロ初盗塁を記録し、これが東京ドームでのプロ野球公式戦初盗塁となった。同年は中堅手として11試合に先発出場、うち4試合には一番打者として起用される。また同年の11盗塁はチーム最多だった。
同年6月14日、対ヤクルト戦で、吉村禎章の代走として登場した際、投手からの送球を頭部に受けて負傷退場。これを機にセ・リーグ会長は走者のヘルメット装着を義務づける通達を出した。
同年7月6日、対中日ドラゴンズ戦（札幌市円山球場）で8回表から中堅手の守備に入り、中尾孝義の打球を捕ろうとした左翼手の吉村禎章と衝突。吉村は左膝靭帯断裂の重傷を負い、そのまま担架で運ばれ退場し、北海道大学付属病院に搬送された（なお、栄村は無傷でそのまま試合に続けて出場した）。結局、吉村は選手生命に関わる大怪我を負ったことで、これを機に栄村に対する誹謗中傷が目に余るほどになった。漫画家やくみつるに至っては、自身の漫画において、吉村との衝突を契機に栄村を背番号66から映画『オーメン』に登場するダミアンと名付け、背番号を666にしたり子供に体当たりする栄村を描いたりするなど、執拗に栄村と衝突事故とを結びつけたネタを扱い、テレビ番組でも採り上げられた。
1990年オフ、オリックス・ブルーウェーブに無償トレード。しかし1年で自由契約となり現役を引退した。
吉村との衝突事故以降は、栄村本人が「ひっそり生活してきたい」との旨を表明し、球界関係者やマスコミとの接触を拒絶していたため、引退後の動向はしばらく不詳であった。
その後、テレビ番組やライターの取材に応じ、テレビ番組では本人のインタビューや草野球に興じる姿が紹介された。その中で、自身がバッシングや吉村の負傷に対する自責の念から苦悩していたころ、その吉村から激励されたことも明かした。
その後は野球教室の講師として日本プロ野球OBクラブの活動にも参加するなど、球界との関わりを取り戻している。

## 詳細情報

### 年度別打撃成績
| 年 度     | 球 団      | 試 合 | 打 席 | 打 数 | 得 点 | 安 打 | 二 塁 打 | 三 塁 打 | 本 塁 打 | 塁 打 | 打 点 | 盗 塁 | 盗 塁 死 | 犠 打 | 犠 飛 | 四 球 | 敬 遠 | 死 球 | 三 振 | 併 殺 打 | 打 率 | 出 塁 率 | 長 打 率 | O P S |
| --------- | ---------- | ----- | ----- | ----- | ----- | ----- | -------- | -------- | -------- | ----- | ----- | ----- | -------- | ----- | ----- | ----- | ----- | ----- | ----- | -------- | ----- | -------- | -------- | ----- |
| 1988      | 巨人       | 67    | 55    | 42    | 14    | 10    | 0        | 0        | 0        | 10    | 2     | 11    | 4        | 6     | 0     | 7     | 0     | 0     | 7     | 0        | .238  | .347     | .238     | .585  |
| 1991      | オリックス | 7     | 1     | 1     | 2     | 0     | 0        | 0        | 0        | 0     | 0     | 0     | 0        | 0     | 0     | 0     | 0     | 0     | 1     | 0        | .000  | .000     | .000     | .000  |
| 通算：2年 | 通算：2年  | 74    | 56    | 43    | 16    | 10    | 0        | 0        | 0        | 10    | 2     | 11    | 4        | 6     | 0     | 7     | 0     | 0     | 8     | 0        | .233  | .340     | .233     | .573  |

### 記録
- 初出場：1988年4月9日、対ヤクルトスワローズ2回戦（東京ドーム）、8回裏に吉村禎章の代走として出場
- 初盗塁：同上、8回裏に二盗（投手：梅沢義勝、捕手：秦真司）
- 初安打：1988年4月17日、対中日ドラゴンズ3回戦（ナゴヤ球場）、8回表に三浦将明から
- 初打点：1988年8月2日、対阪神タイガース16回戦（阪神甲子園球場）、9回表に池田親興から

### 背番号
- 66 （1983年 - 1991年）